# Governo de Salvação da Síria

Bandeira do governo de salvação.

Mapa de áreas controladas pela oposição síria em 2024.

O Governo de Salvação Sírio ( GSS; em árabe: حكومة الإنقاذ السورية   ) foi um quase-estado de facto não reconhecido na Síria, formado em novembro de 2017 por Hayʼat Tahrir al-Sham (HTS) e outros grupos da Oposição Síria durante a guerra civil síria. Controlava grande parte do noroeste da Síria e tinha uma população estimada de mais de 4.000.000 em 2023. A sua capital de facto era Idlib.
Depois da queda de Damasco, em dezembro de 2024, o último primeiro-ministro da Síria Baathista, Mohammad Ghazi al-Jalali, transferiu o poder na Síria para o primeiro-ministro do GSS, Mohammed al-Bashir, com todos os ministros do Governo de Salvação Sírio sendo transferidos para os mesmos cargos no novo governo de transição da Síria.
O GSS foi governado de forma autoritária tecnocrático, um Estado islâmico com dois poderes: o legislativo Conselho Geral Shura, chefiado por um presidente, e o executivo, chefiado por um primeiro-ministro.
Embora o Hayat Tahrir al-Sham (HTS) tenha declarado a sua independência do GSS, o GSS foi amplamente considerado como a sua administração civil, embora mantivesse um grau de autonomia operacional em relação ao grupo. Foi descrito como o projeto de construção do estado do líder do HTS, Abu Mohammad al-Julani.

## Fundo
Antes da formação do GSS em 2017, a província de Idlib era governada por uma colcha de retalhos de grupos armados de oposição, conselhos locais geridos cooperativamente e organizações independentes nominalmente sob a autoridade do Governo Provisório Sírio (GPS) da oposição. À medida que as ofensivas do governo sírio avançavam sobre o território, foram sendo cada vez mais empreendidas iniciativas civis para criar um órgão de governo unificado, mas falharam devido à falta de confiança e às diferenças de opinião entre as partes interessadas.
O HTS e suas organizações predecessoras, a franquia da Al-Qaeda, a Frente Al-Nusra e a Jabhat Fatah al-Sham, mantêm presença em Idlib há muito tempo. A Frente al-Nusra não estava particularmente interessada nas minúcias da governação, deixando que os conselhos locais se autogovernassem. No entanto, em 2013, Abu Mohammed al-Julani — então emir da al-Nusra — expressou a sua convicção de que o apoio popular necessário para estabelecer um emirado islâmico só poderia ser obtido através do fornecimento de bens e serviços públicos, estabelecendo as bases teóricas para um maior envolvimento na governação.
Inicialmente, o HTS partilhou as suas responsabilidades de governação com outros grupos armados, mas isso tornou-se cada vez mais unilateral à medida que al-Julani procurava impor a hegemonia do seu grupo sobre a província. O HTS se envolveu na luta contra grupos armados rivais na região, como Ahrar al-Sham, o Exército Nacional Sírio e a filial local do Estado Islâmico, Liwa al-Aqsa. Durante as principais ofensivas de Janeiro-Março de 2017 e Julho de 2017, o HTS expulsou ou subjugou estes grupos, deixando-o como a potência militar preeminente na província.

## História
A Conferência Geral Síria, realizada em Idlib em setembro de 2017, foi uma continuação da Iniciativa de Administração Civil em áreas controladas pela oposição, realizada no final de agosto de 2017 em Idlib. Na sua conclusão, em 11 de Setembro de 2017, a Conferência formou um órgão constituinte denominado Conselho Geral da Shura, liderado pelo presidente Bassam al-Sahyouni, e nomeou um primeiro-ministro. O Governo Provisório da Síria (GPS) e as Forças Democráticas Sírias em Qamishli e Afrin rejeitaram os resultados da conferência. Os participantes da conferência concordaram com "a lei islâmica como única fonte de legislação", "a necessidade de preservar a identidade do povo muçulmano sírio", "a derrubada do regime ilegal com todos os seus símbolos e pilares e responsabilizá-lo pelos crimes cometidos, bem como a libertação do território sírio de todas as forças de ocupação, a extensão da segurança e a difusão da justiça nas áreas libertadas".
A medida foi vista como parte de uma tentativa do HTS de impor seu controle na região. A presença de Riad al-Asaad na conferência foi controversa. Riad al-Asaad disse que "o HTS declarou anteriormente que se dissolveria, o que é uma exigência externa e interna", e que o HTS "não compareceu à conferência e não comunicámos com eles depois do seu término". No entanto, a Sala de Operações Hawar Kilis, parte do Exército Nacional Sírio, condenou Riad al-Asaad e acusou-o de conspirar com a Al-Qaeda.
No início de novembro de 2017, a Conferência Geral formou o GSS.  Seguiram-se semanas de conflito entre o novo governo e o Governo Provisório Sírio (GPS), com relatos de que o HTS dissolveu unilateralmente vários conselhos locais apoiados pelo Governo Provisório no noroeste da Síria. Mohammed al-Sheikh foi inicialmente nomeado primeiro-ministro, com Riad al-Asaad a servir como vice-primeiro-ministro para os assuntos militares, juntamente com outros onze ministros. Al-Sheikh anunciou a formação de quatro comissões: Autoridade de Inspeção, Assuntos de Prisioneiros e Pessoas Desaparecidas, Autoridade de Planejamento e Estatística e Comissão de Sindicatos.

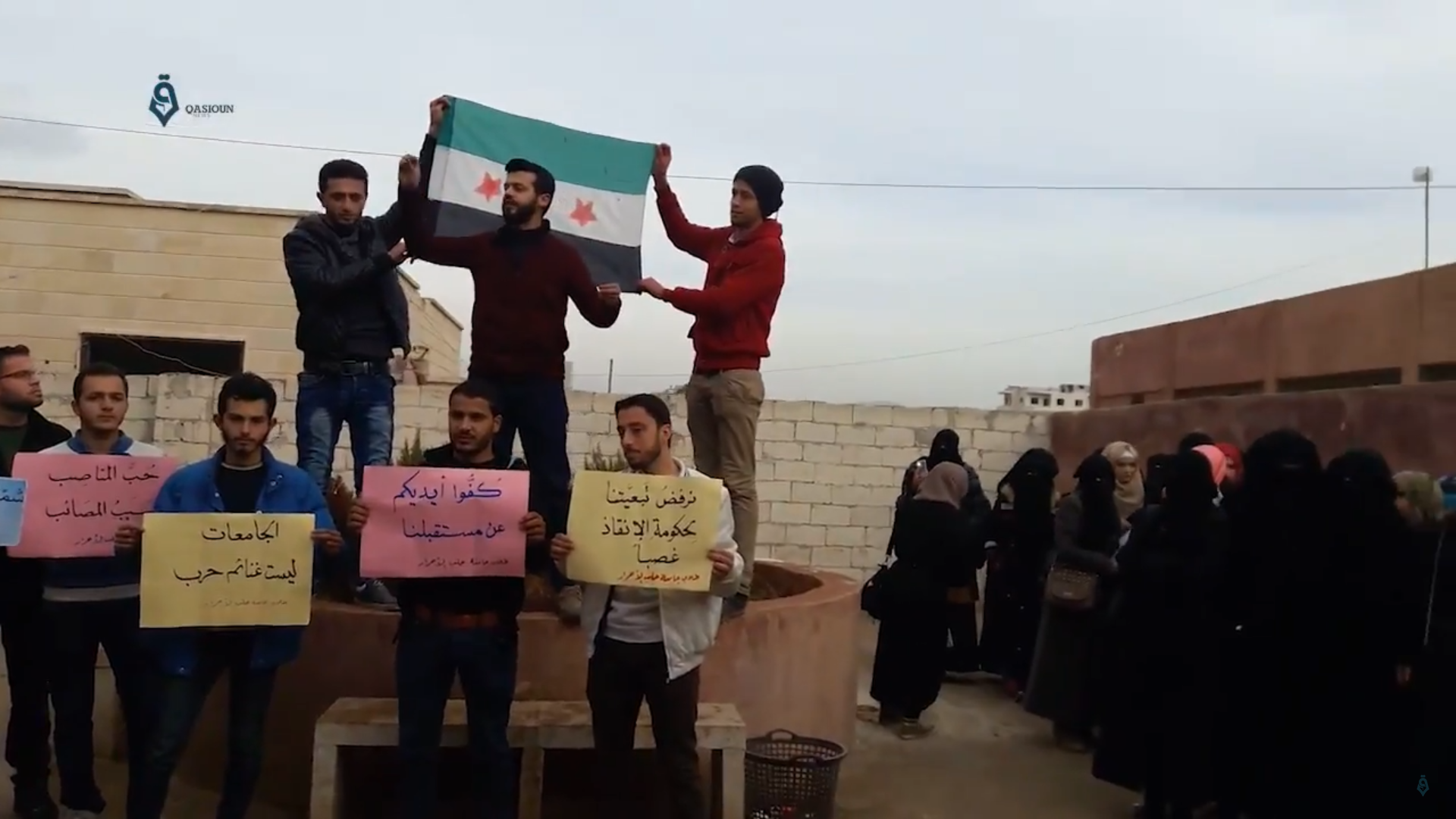
Estudantes da Universidade Livre de Aleppo em al-Dana protestam contra o fechamento de várias faculdades pelo Governo de Salvação Sírio

Em 12 de dezembro de 2017, o GSS emitiu um aviso que apelava ao GPS para evacuar os seus escritórios das áreas controladas pela oposição em 72 horas.  Houve relatos de que alguns conselhos locais geridos pelo Governo Provisório já tinham sido encerrados e substituídos por alternativas leais ao SSG, mas outros disseram que não iriam desocupar os seus escritórios. Em 6 de janeiro de 2018, o SSG assumiu o controle da Universidade Livre de Aleppo, administrada pelo Governo Provisório, e fechou várias faculdades em al-Dana e Sarmada, ao norte de Idlib, onde estudavam quase 4.000 alunos. Isto resultou em protestos de estudantes e professores da universidade contra o grupo.
Em 15 de agosto de 2018, o Corpo Fundador do SSG aceitou a renúncia de Mohammed al-Sheikh após o sequestro de um importante diretor de saúde. Embora o director tenha sido resgatado por 100.000 dólares americanos, al-Sheikh prometeu demitir-se se o Ministério do Interior não conseguisse deter os captores no prazo de 24 horas. Em 18 de agosto de 2018, o Corpo Fundador instruiu Fawaz Hilal a formar um novo governo com o vice-primeiro-ministro, Mohammed Jamal Shahoud, liderando interinamente. 
A Assembleia de Redação Constitucional do SSG nomeou Fawaz Hilal como primeiro-ministro, juntamente com nove ministros, em 10 de dezembro de 2018. Hilal e grande parte do seu gabinete mantiveram laços estreitos com o HTS. Durante o seu mandato, o Ministério da Economia foi fundido com o Ministério da Agricultura e o Ministério da Habitação e Reconstrução foi fundido com o Ministério da Administração Local e Serviços. Durante uma ofensiva governamental em Idlib em Maio de 2019, Hilal apelou à Turquia para apoiar a oposição.
Aumentos de impostos, aumento dos preços das matérias-primas e acusações de que o GSS estava a estabelecer monopólios sobre bens essenciais, como os combustíveis, levaram a protestos entre Outubro e Novembro de 2019, com manifestantes a gritarem palavras de ordem contra o GSS e Abu Mohammad al-Julani. Depois de os moradores de Kafr Takharim se terem recusado a pagar um novo imposto sobre o azeite e a expulsarem os funcionários do GSS, o HTS sitiou e bombardeou a cidade, matando 5 pessoas  Hilal e o seu gabinete demitiram-se pouco depois, o que levou o Conselho Shura a pedir a Ali Keda, Vice-Ministro do Interior para Assuntos Administrativos e Relações Públicas, que formasse um novo governo. Em 18 de novembro de 2019, Keda foi eleito primeiro-ministro pelo Conselho, obtendo 65% dos votos. No entanto, alguns activistas disseram que a remodelação era apenas uma “mudança de rostos”.
Em 23 de março de 2020, o GSS criou um comitê de emergência para coordenar sua resposta à pandemia de COVID-19 na Síria . As medidas tomadas pelo GSS para prevenir a propagação da COVID-19 incluíram a suspensão das orações de sexta-feira, o fechamento de escolas e mercados e a abertura de centros de quarentena em Jisr al-Shughur, Sarmada e Kafr Karmin. No entanto, esses esforços foram prejudicados pelos radicais do HTS e do braço sírio da Al-Qaeda, Hurras al-Din, que continuaram a rezar e a fazer sermões em mesquitas sem distanciamento social . O GSS possuía recursos limitados para lidar com um grande surto de COVID-19, com apenas 107 ventiladores e 243 leitos de unidade de terapia intensiva à sua disposição.
Em 7 de abril de 2020, Bassam al-Sahyouni, presidente do Conselho Geral da Shura, demitiu-se. Fontes disseram a Enab Baladi que sua renúncia foi em resposta às tentativas do HTS de interferir nas atividades do Conselho. Em 24 de abril de 2020, o Conselho elegeu Mustafa al-Mousa, um farmacêutico que anteriormente chefiou o seu comité de saúde, como seu sucessor.
Em Maio de 2020, a rápida depreciação da libra síria desencadeada pela Lei de Protecção Civil Caesar Syria do Governo dos EUA levou o GSS a substituí-la pela lira turca nos seus territórios administrados.
Em 1º de dezembro de 2020, Ali Keda foi reeleito primeiro-ministro para mais um mandato pelo Conselho Geral Shura, recebendo 81% dos votos. A nomeação foi criticada por activistas da oposição, que a compararam a eleições em territórios controlados pelo regime Baathista. Em Maio de 2023, Rojava e GSS anunciaram propostas separadas para acolher milhões de refugiados sírios retidos nos países vizinhos, após a readmissão do governo de Assad pela Liga Árabe.
No seu discurso durante as celebrações do Eid al-Adha em Julho de 2022, al-Julani descreveu o GSS como "uma etapa importante na história da revolução síria . É uma transição da situação caótica em que se encontravam as áreas libertadas para a organização".
Após negociações diplomáticas formais em julho de 2023, o GSS concluiu um acordo com a AANES para começar a negociar suprimentos de combustível entre Rojava e Idlib. As reuniões foram realizadas em meio a tensões crescentes entre a Turquia e as Forças Democráticas Sírias (FDS), e à intenção das FDS de mobilizar o HTS como um controle sobre a crescente influência turca no norte da Síria. Por sua vez, o GSS propôs esforços conjuntos de combate ao terrorismo junto com as FDS. As conversações também envolveram negociações sobre acordos políticos, como as perspectivas de uma administração civil conjunta SSG-Rojava no caso de uma potencial expulsão das forças do Exército Nacional Sírio, do norte da Síria.
Em julho de 2023, o SSG lançou a "Syria Phone", a primeira empresa de comunicação e serviços de internet em Idlib. A empresa estatal anunciou que forneceria “chamadas celulares, SMS, 4G e videochamadas”.
Em 13 de janeiro de 2024, o Conselho Shura elegeu o Ministro do Desenvolvimento e Assuntos Humanitários Mohammed al-Bashir como primeiro-ministro, sucedendo Ali Keda. A sua plataforma eleitoral centrou-se no governo electrónico e na automatização governamental.
Em março de 2024, o Ministério do Interior disse que formaria um "tribunal de segurança" de três juízes para as famílias dos detidos após as manifestações em Idlib devido à morte de militares na prisão e à insatisfação com a influência do HTS. O Ministério do Interior também anunciou uma amnistia para os detidos “sob certas condições e excepções” e estabeleceu uma “Administração Geral de Segurança” sob a sua tutela.
Em novembro de 2024, grupos rebeldes liderados pelo HTS lançaram as ofensivas da oposição síria, capturando a cidade de Aleppo e colocando-a sob o controle do GSS. O GSS reativou seu comitê interministerial de resposta a emergências para coordenar sua expansão para os novos territórios. O comité preparou tendas para os novos PDI deslocados pelos bombardeamentos, coordenou a transferência de 100.000 pães das padarias de Idlib para a cidade de Alepo e enviou equipas de remoção de escombros e de limpeza de ruas. Em 3 de dezembro, o GSS abriu várias instituições governamentais na cidade de Aleppo, iniciou a coleta de lixo e reiniciou os serviços de água e eletricidade, também retomou as funções de controle de tráfego e, de acordo com a Reuters, "a cobertura da Internet melhorou à medida que uma rede de telecomunicações ligada aos rebeldes (Syria Phone) expandiu seu alcance". Embora a libra síria tenha continuado a desvalorizar-se de 15.000 para ~22.000 por USD. O HTS Emir al-Julani disse que as funções de Governança seriam transferidas para um "órgão de transição" na cidade, em vez do Governo da Salvação, e retiraria os combatentes. Dareen Khalifa, do International Crisis Group, em contrato com al-Julani, disse que isso era para evitar restrições à ajuda internacional que entrava na cidade devido à designação terrorista do HTS.
Durante a ofensiva, os drones lançaram folhetos do GSS sobre posições governamentais que exortavam as tropas a desertar ou a desertar e continham detalhes de contacto do "Centro de Segurança e Deserção" do GSS. O GSS ofereceu amnistia a todas as forças governamentais que se renderam e permaneceram em Aleppo após a sua captura.
Após a queda do regime de Assad e o estabelecimento de um novo governo de transição nacional, os ministros em exercício no GSS assumiram cargos no novo governo de transição.

## Governo e política
O SSG foi descrito como tecnocrático e de natureza “não ideológica”. Muitos dos seus cargos são ocupados por membros da elite urbana educada que tentam recuperar a influência após o fim da governação directa por grupos armados de oposição, particularmente empresários e activistas revolucionários conservadores.

### Poder Legislativo
O Conselho Geral Shura é o órgão legislativo do GSS. É responsável por eleger um primeiro-ministro e aprovar nomeações ministeriais, redigir leis e apresentá-las para implementação ao poder executivo e ratificar os planos do executivo. O Conselho é responsável por formar comissões especializadas que supervisionam e examinam o trabalho do executivo.
O Conselho é composto por representantes dos vários “segmentos” da sociedade; cada um elege 15 membros para o Conselho. Estes segmentos incluem sindicatos, tribos, pessoas deslocadas internamente e residentes locais. Os candidatos às eleições do Conselho são pré-selecionados e as mulheres não estão autorizadas a votar. Em abril de 2024, o Conselho anunciou a seleção de um Comitê Eleitoral Superior de oito membros  para determinar um novo processo eleitoral e delinear distritos eleitorais para futuras eleições. O Comité está alegadamente a considerar dar representação às mulheres, aos conselhos locais, às minorias e aos militares.

### Poder Executivo
O primeiro-ministro é eleito pelo Conselho Shura. Os candidatos a primeiro-ministro são indicados pelos membros do conselho; um mínimo de 10 membros devem apoiar uma indicação para que ela avance para a fase de votação. Caso apenas um candidato passe à fase de votação, este deverá obter dois terços dos votos do Conselho para ser eleito; caso contrário, vence o candidato com maior número de votos.  Uma vez eleito, o primeiro-ministro deve apresentar seu gabinete ao Conselho para aprovação dentro de 30 dias. Os primeiros-ministros são eleitos para mandatos de um ano: o primeiro mandato é um "ano de experiência", após o qual o Conselho pode elegê-los para um segundo e terceiro mandatos.
Os potenciais candidatos a primeiro-ministro devem ser sírios, possuir um diploma universitário, ser casados com um sírio, não terem sido condenados por nenhum crime, ter uma “boa reputação” e possuir uma “história revolucionária”. As mulheres ocupam poucos cargos no governo do GSS, ficando confinadas ao Gabinete da Mulher. Em Julho de 2024, a liderança feminina estava ausente de 10 dos 11 ministérios do GSS, e nenhuma mulher tinha recebido uma pasta ministerial.

#### Lista de primeiros-ministros
| Não. | Nome                             | Assumiu o cargo        | Saiu do escritório     |
| ---- | -------------------------------- | ---------------------- | ---------------------- |
| 1    | Mohammed al-Sheikh               | 2 de novembro de 2017  | 18 de agosto de 2018   |
| 2    | Mohammed Jamal Shahoud (atuação) | 18 de agosto de 2018   | 10 de dezembro de 2018 |
| 3    | Fawaz Hilal                      | 10 de dezembro de 2018 | 18 de novembro de 2019 |
| 4    | Ali Abdulrahman Keda             | 18 de novembro de 2019 | 13 de janeiro de 2024  |
| 5    | Mohammed al-Bashir               | 13 de janeiro de 2024  | 10 de dezembro de 2024 |

#### Ministérios
O GSS é composto por onze ministérios, sob cada um dos quais operam numerosos departamentos e direcções. O GSS era composto originalmente por dez ministérios, sendo o décimo primeiro, o Ministério da Informação, formado em 2023. Cinco instituições operam independentemente de um ministério e reportam directamente ao primeiro-ministro.
Os indicados ministeriais são avaliados com base em vários critérios, incluindo idade e qualificações acadêmicas. O processo de nomeação envolve discussões com os comitês do Conselho Shura, elites e órgãos comunitários e profissionais relevantes.

##### Sétimo gabinete (2024)
| Incumbent                | Office                                 | Since                   | Until                  | Ref          |
| ------------------------ | -------------------------------------- | ----------------------- | ---------------------- | ------------ |
| Mohammed al-Bashir       | Primeiro-Ministro                      | 13 de janeiro 2024      | 10 de dezembro de 2024 | [ 49 ] [ 4 ] |
| Fadi al-Qassem           | Ministro do Desenvolvimento            | 28 de fevereiro de 2024 | 10 de dezembro de 2024 | [ 49 ] [ 4 ] |
| Mohammad Abdul Rahman    | Ministro do Interior                   | 28 de fevereiro de 2024 | 10 de dezembro de 2024 | [ 49 ] [ 4 ] |
| Shadi al-Waisi           | Ministro da Justiça                    | 28 de fevereiro de 2024 | 10 de dezembro de 2024 | [ 49 ] [ 4 ] |
| Hussam Haj Hussein       | Ministro de Awqaf                      | 28 de fevereiro de 2024 | 10 de dezembro de 2024 | [ 49 ] [ 4 ] |
| Abdel Moneim Abdel Hafez | Ministro do Ensino Superior            | 28 de fevereiro de 2024 | 10 de dezembro de 2024 | [ 49 ] [ 4 ] |
| Nazir al-Qadri           | Ministro da Educação                   | 28 de fevereiro de 2024 | 10 de dezembro de 2024 | [ 49 ] [ 4 ] |
| Mazen Dukhan             | Ministro da Saúde                      | 28 de fevereiro de 2024 | 10 de dezembro de 2024 | [ 49 ] [ 4 ] |
| Basil Abdul Aziz         | Ministro da Economia                   | 28 de fevereiro de 2024 | 10 de dezembro de 2024 | [ 49 ] [ 4 ] |
| Mohammad Al-Omar         | Minsitro da Informação                 | 28 de fevereiro de 2024 | 10 de dezembro de 2024 | [ 49 ] [ 4 ] |
| Mohammad Al-Ahmad        | Ministro da Agricultura e da Irrigação | 28 de fevereiro de 2024 | 10 de dezembro de 2024 | [ 49 ] [ 4 ] |
| Mohamed Muslim           | Ministro da Administração Local        | 28 de fevereiro de 2024 | 10 de dezembro de 2024 | [ 49 ] [ 4 ] |

### Divisões administrativas
Os conselhos municipais locais do GSS são organizados como Administração das Áreas Libertadas (AAL). A AAL está administrativamente dividida em oito regiões: Central, Norte, Sarmada, Harem, Jisr ash-Shughur, Ariha, Atme e Idlib.

### Relações exteriores
Embora nenhum país reconheça o GSS como um estado soberano ou um governo legítimo da Síria, seu Departamento de Assuntos Políticos (DAP) realiza atividades diplomáticas. Em 29 de novembro de 2024, o DAP emitiu uma declaração que pedia à Rússia que encerrasse seu apoio ao governo sírio e afirmou que o DAP buscava "construir relações positivas baseadas no respeito mútuo e interesses comuns com todos os países do mundo, incluindo a Rússia". Ele emitiu uma declaração semelhante direcionada ao Iraque, em meio a rumores de que milícias iraquianas estavam planejando entrar na Síria para lutar ao lado das forças governamentais.

## Economia
Os territórios controlados pelo GSS na província de Idlib eram principalmente rurais. O fraco nível de infra-estruturas na região foi ainda mais degradado pela guerra civil, que destruiu instalações de produção de petróleo, centrais eléctricas e silos agrícolas.
Num discurso de 2022, al-Julani declarou o seu desejo de ver a "taxa de exportações [do GSS] tornar-se maior do que a [sua] taxa de importações" e de encorajar o desenvolvimento industrial através da simplificação das leis de planeamento. Por meio de seu Departamento de Proteção de Produtos Locais, o Ministério da Indústria do GSS adotou uma política protecionista de imposição de tarifas sobre importações que competem com produtos produzidos internamente. No entanto, as tarifas sobre as matérias-primas importadas e os elevados custos da energia significam que a produção nacional não consegue competir com as importações na prática. A fraca procura interna também limitou o desenvolvimento industrial, embora tenham sido criadas algumas fábricas farmacêuticas.
A moeda do GSS é a lira turca, que substituiu oficialmente a libra síria em junho de 2020, após sua forte desvalorização. A utilização da libra síria foi criminalizada. A crise da lira turca aumentou o custo das importações, levando ao aumento do desemprego, da inflação e dos preços das matérias-primas, e afectando gravemente a actividade económica. O GSS opera uma "Agência Monetária Geral para Gestão de Caixa e Proteção ao Consumidor", que regula as taxas de câmbio, os serviços <i id="mwAhQ">de hawala</i> e as empresas de câmbio. Também opera o Sham Bank, uma instituição financeira que é o principal fornecedor da lira nos seus territórios.
As sanções impedem a população do GSS de aceder aos serviços bancários internacionais. O acesso ao financiamento é geralmente limitado a subvenções internacionais, investimentos feitos por grupos de oposição e remessas da diáspora síria. Para contornar essas restrições, tanto grupos de oposição quanto civis recorreram à troca de criptomoedas como Bitcoin e Tether . Lojas de criptomoedas operam em Idlib e Sarmada . O HTS encorajou o seu uso, declarando as criptomoedas como compatíveis com a sharia e descrevendo o Bitcoin como a "Moeda da Economia do Futuro".
A Autoridade Geral de Zakat do GSS administra a coleta de zakat, o imposto islâmico de esmolas, dos muçulmanos que vivem sob sua administração. O não pagamento do zakat é ilegal e pode levar à prisão e prisão.

### Agricultura
A agricultura nos territórios do SSG não é mecanizada. A colheita da azeitona é a principal fonte de emprego para os trabalhadores diaristas na província de Idlib e, em 2020, a agricultura foi a principal fonte de rendimento para 36% das famílias. Tanto a seca como a escassez de águas subterrâneas, agravadas pela perfuração ilegal e pelo afluxo de pessoas deslocadas internamente para a região, levaram ao aumento dos custos de produção.
O Ministério da Agricultura do GSS administra os assuntos agrícolas e incentiva o cultivo de culturas estratégicas, como trigo e batata. Mantém laboratórios de testes de sementes e produz sementes que são distribuídas aos agricultores. Em 2023, o ministério produziu e distribuiu 4.600 quilos de sementes de algodão aos agricultores, numa tentativa de reiniciar o cultivo de algodão na região, que entrou em declínio após a redução dos subsídios governamentais em 2007, e aumentar o emprego feminino.
O Ministério da Economia impõe controlo de preços ao trigo. Em busca de maiores lucros, os agricultores plantam cada vez mais culturas não tradicionalmente cultivadas na região, incluindo açafrão, morangos, bananas, brócolos e rosas de Damasco, mas essas empresas continuam pequenas e experimentais.

### Energia
A maior parte da electricidade nos territórios do GSS é fornecida pela Turquia pela Green Energy Company, a franquia local de uma empresa turca com o mesmo nome. A distribuição de eletricidade é gerenciada pela General Electricity Corporation do GSS. Em maio de 2021, a Green Energy Company concluiu a construção de subestações elétricas com capacidade para receber 66 kV da Turquia. As linhas de transmissão conectam as subestações em Reyhanlı na Turquia e Harem em Idlib. Em maio de 2023, mais de 70% das áreas sob administração do GSS estavam conectadas à rede elétrica. As áreas não ligadas à rede dependem de geradores a diesel e painéis solares. A Green Energy Company mantém um monopólio efectivo no fornecimento de electricidade e foi acusada pelo Observatório Sírio para os Direitos Humanos de aumentar indevidamente os preços.

## Forças militares e policiais
Embora o GSS não tenha um ministério da defesa, o HTS funciona efetivamente como tal. Apesar disso, o GSS abriu uma faculdade militar em dezembro de 2021, cujo propósito foi descrito por al-Julani como "[aumentar] a experiência dos mujahidin em ciências militares e artes marciais". Mais de 400 oficiais se formaram em seu primeiro curso em 2022.
O GSS opera uma força policial subordinada ao Ministério do Interior. Uma academia de polícia foi inaugurada em setembro de 2023 e formou seu primeiro grupo de graduados em agosto de 2024.
Em 2024, o Ministério do Interior absorveu duas agências de segurança do HTS depois de um escândalo de abuso de prisioneiros ter levado a um movimento de protesto, e de al-Julani ter admitido que o HTS tinha usado tortura para extrair falsas confissões de prisioneiros. O Serviço de Segurança Geral do HTS foi transferido para o Ministério do Interior em abril de 2024, seguido pelo seu Serviço de Segurança Pública em junho.

## Religião
O HTS enfrentou oposição interna de jihadistas salafistas de linha dura, que consideram a moderação das suas opiniões como "anti-islâmica". O GSS institucionalizou estruturas religiosas e reafirmou o papel da madhhab Shafi'i da jurisprudência islâmica, a escola jurídica predominante seguida em Idlib, num esforço para marginalizar os radicais salafistas-jihadistas.  Os clérigos de Idlibi caracterizam as políticas do SSG relativas às mesquitas como sendo "altamente centralizadas e autoritárias". O Ministério do Awqaf tem o poder de nomear e demitir clérigos; por exemplo, em 2020, clérigos afiliados ao grupo Hurras al-Din, afiliado à Al-Qaeda, na vila de Arab Sa'id, foram substituídos por leais. "Oficiais da mesquita" nomeados pelo Ministério da Awqaf monitoram as atividades da mesquita. <i id="mwAok">Os khatibs</i> independentes podem substituir os pregadores leais ao SSG durante eventos politicamente sensíveis, como episódios de lutas internas entre rebeldes; aqueles que recusam a substituição correm o risco de serem demitidos.
Embora o HTS seja salafista na aqidah, o SSG absteve-se de impor uma vertente específica do islamismo sunita à população e aos ulama locais predominantemente sufis .   Permite que institutos religiosos tradicionais politicamente neutros que ensinam a escola concorrente Ash'ari de aqidah operem, incluindo aqueles geridos pela Irmandade Muçulmana e pela Tablighi Jamaat. Acomodou gradualmente uma maior diversidade de visões religiosas entre os pregadores, uma evolução impulsionada em parte pela falta de mão de obra.
A oposição pública interrompeu as primeiras tentativas de impor leis religiosas, como a obrigatoriedade de as mulheres viajarem com um <i id="mwAqM">mahram</i> .  As escolas são segregadas por género, mas a mistura entre géneros em restaurantes e centros comerciais não é impedida. O SSG incentiva as mulheres a “vestirem-se modestamente” e a usarem o hijab, mas não os obriga a usar o niqāb. As punições hudud da sharia, como apedrejamento e flagelação, não são impostas. Em 2020, al-Julani disse aos combatentes do HTS que "algumas pessoas limitam a questão da implementação da regra da sharia apenas à imposição de algumas das punições hudoud, cortando mãos, apedrejando quem quer que seja, chicoteando alguém que bebe álcool [...] mas esta é uma parte muito básica do grande conceito de implementação da regra da sharia ".
Em dezembro de 2024, o Departamento de Assuntos Políticos do GSS emitiu um comunicado endereçado aos alauítas da Síria, afirmando que o governo Assad havia explorado a seita para sua sobrevivência e, consequentemente, causado "profundas feridas sociais". Afirmou ainda que a “revolução síria é um apelo à liberdade, à dignidade e à justiça para todos sob o tecto da Síria”, e que, embora possa ser “desafiadora”, “indivíduos sábios” da seita alauita poderiam conduzi-la a um “futuro justo e inclusivo”.

## Educação
O Ministério da Educação do GSS supervisiona o sistema de ensino formal em Idlib, com mais de 550.000 estudantes, 1.800 escolas e 12 universidades em 2022. Isso inclui aproximadamente 950 escolas operadas diretamente pelo ministério e que empregam quase 12.500 funcionários, além do sistema educacional privado autorizado pelo SSG. O currículo é uma continuação do programa de estudos sírio anterior a 2011, desenvolvido em parceria com a UNICEF, com exceção de textos relacionados ao regime de Assad ou considerados contrários à Xaria, de acordo com as diretrizes do Ministério da Educação. As instituições educacionais seguem normas de segregação de gênero.
A educação foi severamente interrompida pelos ataques aéreos às instalações educacionais e pela falta de financiamento. Em 2022, al-Julani declarou que 200.000 pessoas nos territórios do SSG abandonaram a escola, alertando que isso poderia levar ao "analfabetismo que leva à ignorância, que é um precursor do crime, do desemprego, da mendicância e de muitas outras coisas".
Em setembro de 2024, os Capacetes Brancos relataram que 170 escolas foram bombardeadas desde 2019. Em outubro de 2023, o Escritório das Nações Unidas para a Coordenação de Assuntos Humanitários estimou que pelo menos 1 milhão dos 2,2 milhões de crianças em idade escolar na região não estavam estudando. Em 2024, a OCHA declarou que um declínio no financiamento internacional privou 700 escolas de recursos, afetando 110.000 alunos e 6.500 professores.